# Deepmind

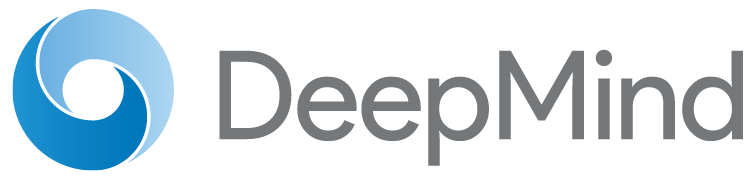
DeepMind logotyp

Deepmind, skrivet av företaget DeepMind, är ett brittiskt artificiell intelligens-företag som grundades av Demis Hassabis, Shane Legg och Mustafa Suleyman 2010 som Deepmind Technologies. Företaget förvärvades av Google 2014.
Företaget köptes upp för över 500 miljoner amerikanska dollar. En av Deepminds villkor för Google var att de etablerade en etikstyrelse kring frågor rörande artificiell intelligens.
Ett av Deepminds huvudsakliga mål är att med hjälp av den stora mängden tillgängliga datorspel skapa generell artificiell intelligens, det vill säga artificiell intelligens som inte är anpassad för ett specifikt ändamål utan istället är tillämpbar i princip alla situationer med lämplig ingående data.[källa behövs]

## AlphaFold
Huvudartikel: AlphaFold
DeepMind har utvecklat maskininlärningsmodellen AlphaFold för att förutsäga formen på proteiner på atomär nivå, det vill säga hur de veckar sig.

## Alphago
Alphago är ett datorprogram skapat av Deepmind för att spela brädspelet Go.